# تجمع بدو بئر الريك (بروم ميفع)
'

تعديل مصدري - تعديل

تجمع بدو بئر الريك هي إحدى قرى عزلة بروم بمديرية بروم ميفع التابعة لمحافظة حضرموت، بلغ تعداد سكانها 79 نسمة حسب تعداد اليمن لعام 2004.